# Litoria impura
Litoria impura är en groddjursart som först beskrevs av Peters och Giacomo Doria 1878.  Litoria impura ingår i släktet Litoria och familjen lövgrodor. IUCN kategoriserar arten globalt som livskraftig. Inga underarter finns listade i Catalogue of Life.